# Jádson
Jádson Rodrigues da Silva, noto semplicemente come Jádson (Londrina, 5 ottobre 1983), è un ex calciatore brasiliano con passaporto italiano, di ruolo centrocampista.

## Carriera

### Club
Acquistato all'età di 20 anni dallo Šachtar, ha passato gran parte della sua carriera, ben otto stagioni in Ucraina, fino al gennaio del 2012 quando è stato ceduto dallo Šachtar al San Paolo, facendo così ritorno in Brasile dopo 8 anni in Europa.
Nel gennaio 2012 passa al San Paolo

### Nazionale
Il 9 febbraio 2011, fa il suo debutto con la maglia della Seleção al 58' nella partita persa per 1 a 0 contro la Francia, subentrando a Renato Augusto. Il 9 luglio dello stesso anno, durante la Copa América 2011, realizza il suo primo gol con la maglia della Seleção contro il Paraguay portando momentaneamente il Brasile sul 1 a 0 (terminata 2-2).
Fin dalla sua prima convocazione in nazionale, con la maglia verdeoro, ad oggi ha messo insieme 5 presenze e un gol, messo a segno in Copa América 2011. Nel 2013, vince con la nazionale brasiliana la Confederations Cup disputata in Brasile totalizzando una presenza, dopo essere subentrato dalla panchina in finale contro la Spagna.

## Statistiche

### Presenze e reti nei club
Statistiche aggiornate al 14 luglio 2013.
| Stagione                   | Squadra                    | Campionato                 | Campionato | Campionato | Coppe nazionali | Coppe nazionali | Coppe nazionali | Coppe continentali | Coppe continentali | Coppe continentali | Altre coppe | Altre coppe | Altre coppe | Totale | Totale |
| Stagione                   | Squadra                    | Comp                       | Pres       | Reti       | Comp            | Pres            | Reti            | Comp               | Pres               | Reti               | Comp        | Pres        | Reti        | Pres   | Reti   |
| -------------------------- | -------------------------- | -------------------------- | ---------- | ---------- | --------------- | --------------- | --------------- | ------------------ | ------------------ | ------------------ | ----------- | ----------- | ----------- | ------ | ------ |
| 2003                       | Atlético-PR                | A                          | 26         | 6          |                 | -               | -               |                    | -                  | -                  |             | -           | -           | 26     | 6      |
| 2004                       | Atlético-PR                | A                          | 39         | 15         |                 | -               | -               |                    | -                  | -                  |             | -           | -           | 39     | 15     |
| Totale Atlético Paranaense | Totale Atlético Paranaense | Totale Atlético Paranaense | 65         | 21         |                 | -               | -               |                    | -                  | -                  |             | -           | -           | 65     | 21     |
| 2004-2005                  | Šachtar                    | VL                         | 15         | 6          | CU              | 2               | 0               | CU                 | 3                  | 0                  |             | -           | -           | 20     | 6      |
| 2005-2006                  | Šachtar                    | VL                         | 22         | 7          | CU              | 0               | 0               | UCL+CU             | 2+4                | 0                  | SU          | 1           | 0           | 29     | 7      |
| 2006-2007                  | Šachtar                    | VL                         | 22         | 3          | CU              | 2               | 0               | UCL+CU             | 8+4                | 1+0                | SU          | 1           | 0           | 37     | 4      |
| 2007-2008                  | Šachtar                    | VL                         | 27         | 7          | CU              | 2               | 2               | UCL                | 10                 | 1                  | SU          | 1           | 0           | 40     | 10     |
| 2008-2009                  | Šachtar                    | PL                         | 26         | 1          | CU              | 3               | 1               | UCL+CU             | 7+9                | 5+4                | SU          | 1           | 0           | 46     | 11     |
| 2009-2010                  | Šachtar                    | PL                         | 26         | 9          | CU              | 4               | 1               | UCL+UEL            | 2+10               | 0+3                | SE          | 1           | 0           | 43     | 13     |
| 2010-2011                  | Šachtar                    | PL                         | 24         | 5          | CU              | 3               | 0               | UCL                | 10                 | 2                  | SU          | 1           | 1           | 38     | 8      |
| 2011-2012                  | Šachtar                    | PL                         | 11         | 3          | CU              | 2               | 0               | UCL                | 4                  | 1                  |             | -           | -           | 17     | 4      |
| Totale Šachtar             | Totale Šachtar             | Totale Šachtar             | 173        | 41         |                 | 18              | 4               |                    | 73                 | 17                 |             | 6           | 1           | 270    | 63     |
| 2012                       | San Paolo                  | A1/SP+A                    | 17+35      | 2+5        | CB              | 7               | 1               | CS                 | 10                 | 2                  |             | -           | -           | 69     | 10     |
| 2013                       | San Paolo                  | A1/SP+A                    | 14+21      | 5+1        | -               | -               | -               | CL+CS              | 9+3                | 4+1                | RSA         | 1           | 0           | 48     | 11     |
| feb. 2014                  | San Paolo                  | A1/SP+A                    | 1+0        | 0          | CB              | 0               | 0               | -                  | -                  | -                  | -           | -           | -           | 1      | 0      |
| Totale San Paolo           | Totale San Paolo           | Totale San Paolo           | 32+56      | 7+6        |                 | 7               | 1               |                    | 22                 | 7                  |             | 1           | 0           | 118    | 21     |
| Totale carriera            | Totale carriera            | Totale carriera            | 326        | 75         |                 | 25              | 5               |                    | 95                 | 24                 |             | 6           | 1           | 453    | 105    |

### Cronologia presenze e reti in nazionale
| Cronologia completa delle presenze e delle reti in nazionale ― Brasile | Cronologia completa delle presenze e delle reti in nazionale ― Brasile | Cronologia completa delle presenze e delle reti in nazionale ― Brasile | Cronologia completa delle presenze e delle reti in nazionale ― Brasile | Cronologia completa delle presenze e delle reti in nazionale ― Brasile | Cronologia completa delle presenze e delle reti in nazionale ― Brasile | Cronologia completa delle presenze e delle reti in nazionale ― Brasile | Cronologia completa delle presenze e delle reti in nazionale ― Brasile |
| Data                                                                   | Città                                                                  | In casa                                                                | Risultato                                                              | Ospiti                                                                 | Competizione                                                           | Reti                                                                   | Note                                                                   |
| ---------------------------------------------------------------------- | ---------------------------------------------------------------------- | ---------------------------------------------------------------------- | ---------------------------------------------------------------------- | ---------------------------------------------------------------------- | ---------------------------------------------------------------------- | ---------------------------------------------------------------------- | ---------------------------------------------------------------------- |
| 9-2-2011                                                               | Parigi                                                                 | Francia                                                                | 1 – 0                                                                  | Brasile                                                                | Amichevole                                                             | -                                                                      | 58’                                                                    |
| 27-3-2011                                                              | Londra                                                                 | Scozia                                                                 | 0 – 2                                                                  | Brasile                                                                | Amichevole                                                             | -                                                                      | 72’                                                                    |
| 7-6-2011                                                               | San Paolo                                                              | Brasile                                                                | 1 – 0                                                                  | Romania                                                                | Amichevole                                                             | -                                                                      |                                                                        |
| 9-7-2011                                                               | Córdoba                                                                | Brasile                                                                | 2 – 2                                                                  | Paraguay                                                               | Coppa America 2011 - 1º turno                                          | 1                                                                      | 46’                                                                    |
| 20-9-2012                                                              | Goiânia                                                                | Brasile                                                                | 2 – 1                                                                  | Argentina                                                              | Superclásico de las Américas 2012                                      | -                                                                      | 62’                                                                    |
| 6-4-2013                                                               | Santa Cruz de la Sierra                                                | Bolivia                                                                | 0 – 4                                                                  | Brasile                                                                | Amichevole                                                             | -                                                                      |                                                                        |
| 25-4-2013                                                              | Belo Horizonte                                                         | Brasile                                                                | 2 – 2                                                                  | Cile                                                                   | Amichevole                                                             | -                                                                      | 68’                                                                    |
| 30-6-2013                                                              | Rio de Janeiro                                                         | Brasile                                                                | 3 – 0                                                                  | Spagna                                                                 | Conf. Cup 2013 - Finale                                                | -                                                                      | 73’                                                                    |
| Totale                                                                 |                                                                        | Presenze                                                               | 8                                                                      |                                                                        | Reti                                                                   | 1                                                                      |                                                                        |

## Palmarès

### Club

#### Competizioni statali
- Campionato paulista: 1

Corinthians: 2017

#### Competizioni nazionali
- Campionato ucraino: 5

Shakhtar Donetsk: 2004-2005, 2005-2006, 2007-2008, 2009-2010, 2010-2011
- Coppa d'Ucraina: 2

Shakhtar Donetsk: 2007-2008, 2010-2011
- Supercoppa d'Ucraina: 3

Shakhtar Donetsk: 2005, 2008, 2010
- Campionato brasiliano: 2

Corinthians: 2015, 2017
- China League One: 1

Tianjin Quanjian: 2016

#### Competizioni internazionali
- Coppa UEFA: 1

Shakhtar Donetsk: 2008-2009
- Copa Sudamericana: 1

San Paolo: 2012

### Nazionale
- Confederations Cup: 1

Brasile 2013

### Individuale
- Bola de Prata: 1

2015